# Nouelia insignis
Nouelia insignis là một loài thực vật có hoa thuộc họ Asteraceae.
Loài này chỉ có ở Trung Quốc.
Chúng hiện đang bị đe dọa vì mất môi trường sống.